# Všešportový areál
El Všešportový areál (en inglés: All Sports Complex) era un estadio multiusos ubicado en la ciudad de Košice en Eslovaquia.

## Historia
Fue inaugurado el 19 de febrero de 1976 en un partido entre el FC VSS Košice con el ZVL Žilina. Utilizado principalmente para partidos de fútbol, contaba con capacidad para 30312 espectadores y fue la sede del FC VSS Košice hasta 1997 cuando se mudaron al renovado Štadión Lokomotívy.
El estadio fue sede de seis partidos de la desaparecida Checoslovaquia, tres de ellos fueron en la clasificación de UEFA para la Copa Mundial de Fútbol de 1994, además de cuatro partidos de Eslovaquia, tres de ellos en la clasificación para la Eurocopa 1996.
Posteriormente el estadio fue utilizado para entrenamientos para varios deportes aparte de fútbol como basketball, balonmano y lucha hasta 2004.
El estadio fue demolido en 2011 y en su lugar fue construido el Košická futbalová aréna.

## Partidos de Eslovaquia
| Amistoso; 9-5-1995 | Eslovaquia             | 2–1     | Rusia             | Všešportový areál, Košice, Eslovaquia                         |                                                               |
|                    | Peter Dubovský 19' 69' | Reporte | Valeri Karpin 76' | Asistencia: 10 200 espectadores Árbitro(s): Hans-Jürgen Weber | Asistencia: 10 200 espectadores Árbitro(s): Hans-Jürgen Weber |

| 1996 UEFA EURO Qualifying Group 1; 29-3-1995 | Eslovaquia                                                            | 4–1     | Azerbaiyán                  | Všešportový areál, Košice, Eslovaquia                         |                                                               |
|                                              | Dušan Tittel 34' · Jaroslav Timko 40' 51' · Peter Dubovský 45' (pen.) | Reporte | Nazim Suleymanov 80' (pen.) | Asistencia: 12 450 espectadores Árbitro(s): Vassilios Nikakis | Asistencia: 12 450 espectadores Árbitro(s): Vassilios Nikakis |

| 1996 UEFA EURO Qualifying Group 1; 6-9-1995 | Eslovaquia        | 1–0     | Israel | Všešportový areál, Košice, Eslovaquia                   |                                                         |
|                                             | Tibor Jančula 54' | Reporte |        | Asistencia: 7810 espectadores Árbitro(s): Marnix Sandra | Asistencia: 7810 espectadores Árbitro(s): Marnix Sandra |

| 1996 UEFA EURO Qualifying Group 1; 15-11-1995 | Eslovaquia | 0–2     | Rumania                                  | Všešportový areál, Košice, Eslovaquia                    |                                                          |
|                                               |            | Reporte | Gheorghe Hagi 66' · Dorinel Munteanu 82' | Asistencia: 9676 espectadores Árbitro(s): Jaap Uilenberg | Asistencia: 9676 espectadores Árbitro(s): Jaap Uilenberg |